# 萩原汎愛

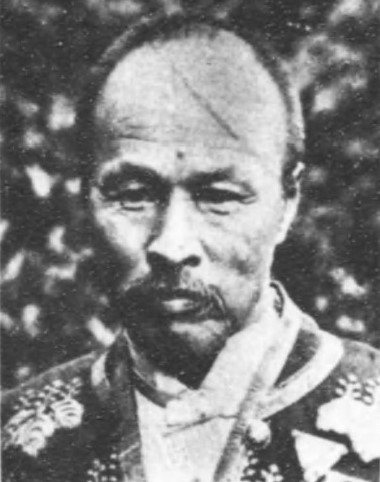
萩原汎愛

萩原 汎愛（はぎわら ひろえ / ひろちか、1848年3月5日（弘化5年2月1日） - 没年不明）は、幕末の土佐藩士、明治期の内務官僚。官選県知事。幼名・菅太郎。

## 経歴
土佐国土佐郡本町（現:高知市）で土佐藩士の息子として生まれる。明治元年（1868年）、藩の別撰隊第二小隊付となり京都に赴任。戊辰戦争に従軍し大阪、中国路、北越などを転戦した。
明治4年（1871年）高知県准権少属に任官。以後、福岡県二等警部、同県少書記官、鳥取県少書記官、同大書記官などを歴任。
1892年8月、宮崎県知事に就任。1894年1月20日、知事を非職となり、同年2月21日に依願免本官。1898年1月、埼玉県知事に登用され、小学校の改善、農会の充実、治水事業の推進などに取り組んだ。1899年2月21日、知事を非職となり、同年3月15日に依願免本官となり退官した。その後、旧藩主山内侯爵家の家扶を務めた。
死後、三女を通じて蔵書が北海道大学に寄贈された。

## 栄典
- 1892年（明治25年）9月26日 - 正五位[12]